# Whitefield (Maine)
Whitefield ist eine Town im Lincoln County des Bundesstaates Maine in den Vereinigten Staaten. Im Jahr 2020 lebten dort 2408 Einwohner in 1086 Haushalten auf einer Fläche von 123,05 km².

## Geographie
Nach dem United States Census Bureau hat Whitefield eine Gesamtfläche von 123,05 km², von der 121,2 km² Land sind und 1,79 km² aus Gewässern bestehen.

### Geografische Lage
Whitefield liegt im Nordwesten des Lincoln Countys und grenzt an das Kennebec County. Der Sheepscot River fließt in südlicher Richtung zentral durch das Gebiet der Town. Im Osten grenzt der Clary Lake an. Weitere kleinere Flüsse und Seen durchziehen das Gebiet von Whitefield. Die Oberfläche ist eben, ohne nennenswerte Erhebungen.

### Nachbargemeinden
Alle Entfernungen sind als Luftlinien zwischen den offiziellen Koordinaten der Orte aus der Volkszählung 2010 angegeben.
- Norden: Windsor, Kennebec County, 6,9 km
- Osten: Jefferson, 8,9 km
- Süden: Alna, 11,1 km
- Südwesten: Dresden, 15,6 km
- Westen: Pittston, Kennebec County, 9,4 km
- Nordwesten: Chelsea, Kennebec County, 12,1 km

### Stadtgliederung
In Whitefield gibt es mehrere Siedlungsgebiete: Coopers Mills, Joice, Keyes Corner, North Whitefield (ehemals Turner's Corner), Trainor Corner, Whitefield (ehemals Kings Mills).

### Klima
Die mittlere Durchschnittstemperatur in Whitefield liegt zwischen −6,8 °C (20 °Fahrenheit) im Januar und 20,6 °C (69 °Fahrenheit) im Juli. Damit ist der Ort gegenüber dem langjährigen Mittel der USA um etwa 6 Grad kühler. Die Schneefälle zwischen Oktober und Mai liegen mit bis zu zweieinhalb Metern mehr als doppelt so hoch wie die mittlere Schneehöhe in den USA; die tägliche Sonnenscheindauer liegt am unteren Rand des Wertespektrums der USA.

## Geschichte
Whitefield wurde am 19. Juni 1809 als die 177. Town in der Province of Maine organisiert. Sie entstand aus der westlichen Hälfte eines Gebietes, welches zuvor als Ballstown Plantation organisiert worden war. Die östliche Hälfte wurde zur Town Jefferson. Das Land gehörte der Kennebec Purchase Company, einer Bostoner Firma, die Landspekulation betrieb. Die Besiedlung des Gebietes startete um 1760. Einige Siedler erwarben Grants der Company, viele andere ließen sich ohne legitime Eigentumsnachweise nieder. Sie wurden erst 1815 per Gericht zu Eigentümern, nachdem die Eigentumsverhältnisse geklärt worden waren.
Erste Siedlungen entstanden am Sheepscot River an den Standorten der ersten Mühlen. Eine Sägemühle wurde 1774 in Kings Mills, heute Great Falls, errichtet. Eine weitere entstand am Clary Lake. Hier wurde ein Mühlenkomplex um 1791 erbaut. Ein weiterer war Coopers Mills. Daneben entstanden Steinbrüche. Kalkstein und Granit wurden abgebaut, zum Bau von Häusern genutzt und weiterverkauft.

### Einwohnerentwicklung
| Volkszählungsergebnisse – Town of Whitefield, Maine | Volkszählungsergebnisse – Town of Whitefield, Maine | Volkszählungsergebnisse – Town of Whitefield, Maine | Volkszählungsergebnisse – Town of Whitefield, Maine | Volkszählungsergebnisse – Town of Whitefield, Maine | Volkszählungsergebnisse – Town of Whitefield, Maine | Volkszählungsergebnisse – Town of Whitefield, Maine | Volkszählungsergebnisse – Town of Whitefield, Maine | Volkszählungsergebnisse – Town of Whitefield, Maine | Volkszählungsergebnisse – Town of Whitefield, Maine | Volkszählungsergebnisse – Town of Whitefield, Maine |
| Jahr                                                | 1800                                                | 1810                                                | 1820                                                | 1830                                                | 1840                                                | 1850                                                | 1860                                                | 1870                                                | 1880                                                | 1890                                                |
| --------------------------------------------------- | --------------------------------------------------- | --------------------------------------------------- | --------------------------------------------------- | --------------------------------------------------- | --------------------------------------------------- | --------------------------------------------------- | --------------------------------------------------- | --------------------------------------------------- | --------------------------------------------------- | --------------------------------------------------- |
| Einwohner                                           |                                                     | 995                                                 | 1429                                                | 2020                                                | 2150                                                | 2158                                                | 1883                                                | 1594                                                | 1511                                                | 1215                                                |
| Jahr                                                | 1900                                                | 1910                                                | 1920                                                | 1930                                                | 1940                                                | 1950                                                | 1960                                                | 1970                                                | 1980                                                | 1990                                                |
| Einwohner                                           | 1156                                                | 1056                                                | 862                                                 | 908                                                 | 962                                                 | 1030                                                | 1068                                                | 1131                                                | 1606                                                | 1931                                                |
| Jahr                                                | 2000                                                | 2010                                                | 2020                                                | 2030                                                | 2040                                                | 2050                                                | 2060                                                | 2070                                                | 2080                                                | 2090                                                |
| Einwohner                                           | 2273                                                | 2300                                                | 2408                                                |                                                     |                                                     |                                                     |                                                     |                                                     |                                                     |                                                     |

## Kultur und Sehenswürdigkeiten

### Bauwerke
In Whitefield wurden mehrere Bauwerke unter Denkmalschutz gestellt und  ins National Register of Historic Places aufgenommen.
- St. Denis Catholic Church, 1976 unter der Register-Nr. 76000102.[9]
- Clary Mill, 2004 unter der Register-Nr. 04001283.[10]
- Whitefield Union Hall, 2007 unter der Register-Nr. 07000014.[11]

## Wirtschaft und Infrastruktur

### Verkehr
Die Maine State Route 218 verläuft in nordsüdlicher Richtung durch Whitefield, in westöstlicher Richtung verlaufen die Maine State Route 194 und die Maine State Route 126.

### Öffentliche Einrichtungen
Es gibt keine medizinischen Einrichtungen oder Krankenhäuser in Whitefield. Die nächstgelegenen befinden sich in Gardiner und Augusta.
In Whitefield befindet sich die Whitefield Library in der Arlington Lane in North Whitefield.

### Bildung
Whitefield gehört mit Alna, Chelsea, Palermo, Somerville, Westport Island und Windsor zum Schulbezirk Sheepscot Valley RSU 12.
Im Schulbezirk werden folgende Schulen angeboten:
- Chelsea Elementary School in Chelsea, mit Schulklassen vom Kindergarten bis 8. Schuljahr
- Palermo Consolidated School in Palermo, mit Schulklassen vom Kindergarten bis 8. Schuljahr
- Somerville Elementary School in Somerville, mit Schulklassen von Pre-Kindergarten bis 6. Schuljahr
- Whitefield Elementary School in Whitefield, mit Schulklassen vom Kindergarten bis 8. Schuljahr
- Windsor Elementary School in Windsor, mit Schulklassen vom Pre-Kindergarten bis 5. Schuljahr